# 클로스트리디움 보툴리눔

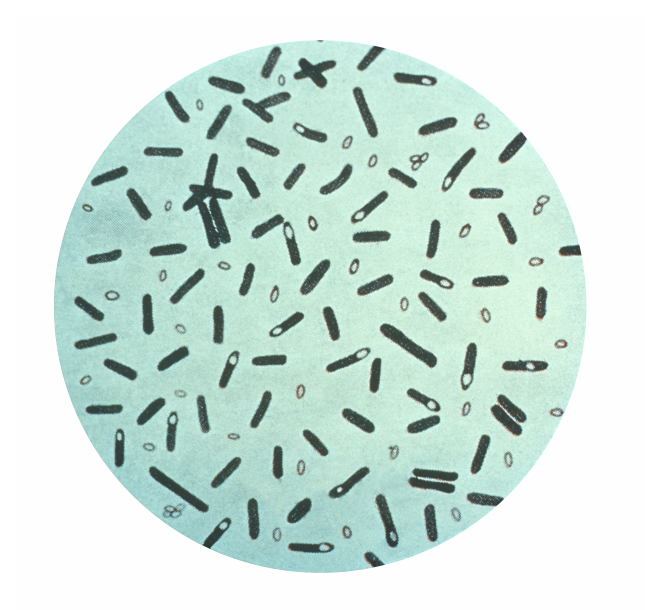

클로스트리디움 보툴리눔(Clostridium botulinum)은 혐기성 세균으로, 이 박테리아가 생산하는 보툴리눔 독소는 동물의 근육을 수축 또는 마비시킨다.
주로 통조림 식품처럼 혐기성 상태인 제품이 120˚C에서 20분간 제대로 가열처리되지 못하였거나, 운반 또는 보관도중에 난 흠집을 통하여 이 세균에 감염된다.
1973년에는 독소를 정제시키는 기술이 발달하여 이를 근육 수축이나 마비에 치료목적으로 사용하게 되었다.